# Districtul Phanom Sarakham
Phanom Sarakham (în thailandeză พนมสารคาม) este un district (Amphoe) din provincia Chachoengsao, Thailanda, cu o populație de 80.562 de locuitori și o suprafață de 550,0 km².